# Krindaal
Krindaal (Frans: Crindael, Limburgs: Krindel) is een gehucht in de Limburgse gemeente Voeren, in de deelgemeente Sint-Martens-Voeren in België.

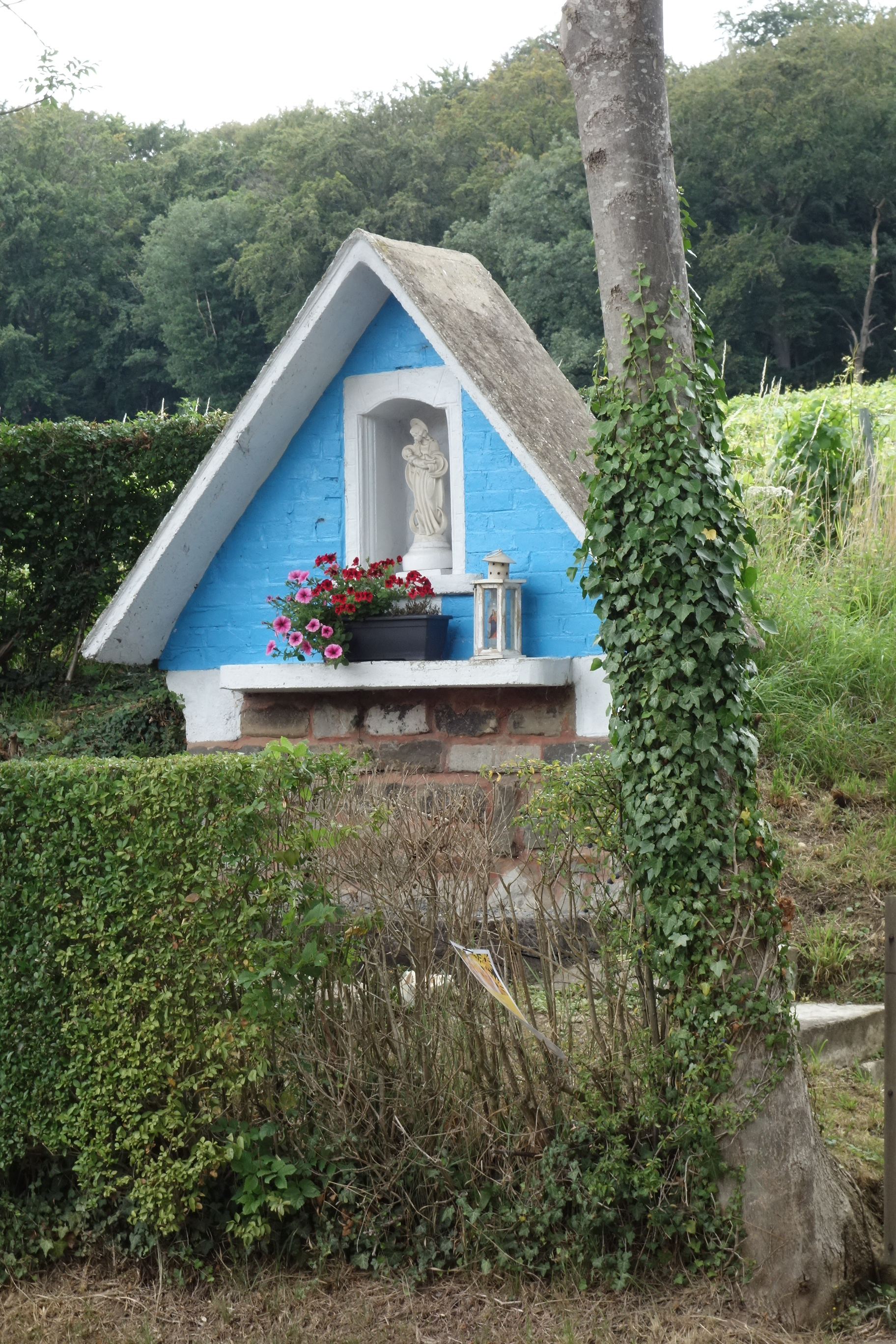
Mariakapel langs de weg in Krindaal.

Het gehucht ligt op een helling ten noordoosten van het dal van de Veurs, een zijbeek van de Voer. Door dit dal loopt ook de spoorlijn 24, onderdeel van de Montzenroute, die ten zuidoosten van Krindaal door de tunnel van Veurs gaat. Bovenaan de helling ligt het gehucht De Plank. Krindaal ligt tussen de Natura 2000-gebieden Broekbos in het noorden en Konenbos in het oosten.
Ten noorden van Krindaal ligt het gehucht Ulvend, in het westen Sint-Martens-Voeren, in het zuidwesten Sint-Pieters-Voeren en in het zuiden het gehucht Veurs.
In Krindaal bevindt zich een monumentale hoeve, een Mariakapel en enkele veldkruisen. Door het gehucht loopt de wandelroute GR128, de Vlaanderenroute.

## Wielrennen
De beklimming van Krindaal is anderhalve kilometer lang en kent een geleidelijk stijgingspercentage rond de vijf à zes procent, met halverwege twee haarspeldbochten. De klim is meermaals opgenomen in de Volta Limburg Classic, vaak gevolgd door de afdaling van Ulvend terug naar het Voerdal.
Deelgemeenten: 's-Gravenvoeren · Moelingen · Remersdaal · Sint-Martens-Voeren · Sint-Pieters-Voeren · Teuven

Overige kernen: Berg · Drink · Gieveld · Hagelstein · Ketten · Knap · Krindaal · Nurop · Obsinnich · Peerds · De Plank · Reesberg · Rullen · Schilberg · Schophem · Schoppemerheide · Sinnich · Snauwenberg · Stroevenbos · Swaan · Ulvend · Veld · Veurs

Belgische gemeenten · Arrondissement Tongeren · Limburg · Vlaanderen